# Sellnässjön
Sellnässjön är en sjö i Borlänge kommun i Dalarna och ingår i Dalälvens huvudavrinningsområde. Sjön har en area på 0,425 kvadratkilometer och ligger 135,1 meter över havet. Sjön avvattnas av vattendraget Norån. Vid provfiske har bland annat abborre, braxen, gers och gädda fångats i sjön.

## Delavrinningsområde
Sellnässjön ingår i det delavrinningsområde (669919-147790) som SMHI kallar för Utloppet av Sellnässjön. Medelhöjden är 175 meter över havet och ytan är 4,6 kvadratkilometer. Räknas de 29 avrinningsområdena uppströms in blir den ackumulerade arean 205,34 kvadratkilometer. Norån som avvattnar avrinningsområdet har biflödesordning 3, vilket innebär att vattnet flödar genom totalt 3 vattendrag innan det når havet efter 215 kilometer. Avrinningsområdet består mestadels av skog (40 procent), öppen mark (11 procent) och jordbruk (33 procent). Avrinningsområdet har 0,41 kvadratkilometer vattenytor vilket ger det en sjöprocent på 9 procent. Bebyggelsen i området täcker en yta av 0,15 kvadratkilometer eller 3 procent av avrinningsområdet.

## Fisk
Vid provfiske har följande fisk fångats i sjön:
- Abborre
- Braxen
- Gärs
- Gädda
- Löja
- Mört